# Free Bird
«Free Bird» es una canción de rock de la banda estadounidense Lynyrd Skynyrd. Comienza con una lenta balada de piano, con sonido de órgano góspel, un slide de guitarra, y aproximadamente cuatro minutos de dúo de guitarras, en forma de duelo.
BBC Radio 2 considera «Free Bird» la base del rock en la radio, comparable solo con «Stairway to Heaven». La revista Rolling Stone la ubicó en el puesto 193° de su lista de las 500 mejores canciones de todos los tiempos. También la revista Guitar World la ubica en la posición #3 en su lista de los 100 mejores solos de guitarra de la historia.
Estuvo en varias listas en numerosas ocasiones, tanto en Estados Unidos como en el Reino Unido, pero sólo alcanzó el puesto 19 en Estados Unidos. La canción encabezó las listas de Billboard Hot 100 en 1988, cuando fue mezclado con «Baby, I Love Your Way» de Peter Frampton por la banda Will to Power. La versión original de la canción fue grabada en Muscle Shoals Sound Studio en Muscle Shoals, Alabama. La versión en vivo es también la canción más larga de Lynyrd Skynyrd.
Es considerada como una de las mejores canciones del rock por varias personas y críticos con los mejores solos de guitarra de la historia.

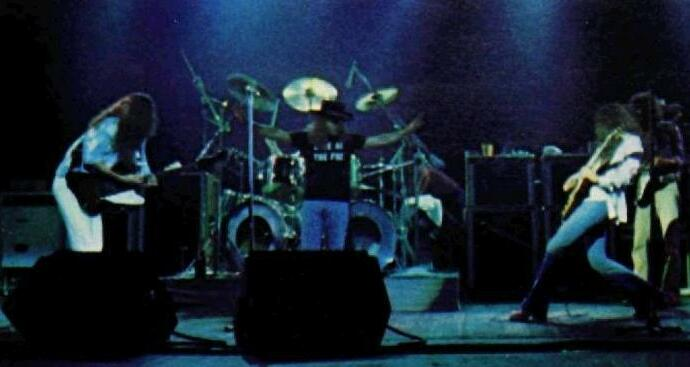
Foto empleada en el anuncio
del sencillo en la revista Billboard
(n.º del 11 de diciembre de 1976)

## Orígenes
«Free Bird», dedicada a Duane Allman, que había fallecido en un accidente de moto, no acabó de calar en el público, hasta que Allen Collins le añadió una sección a un ritmo más animado al final de la balada y las guitarras superpuestas empezaron a ser bailables.[cita requerida]
La canción fue escrita en los comienzos del grupo, cuando uno de los roadies de la banda, Billy Powell, cuya faceta como pianista era desconocida por los miembros de la banda, fue descubierto cuando tocaba la intro de la pieza «Free Bird» en una escuela de secundaria. Pronto Powell pasó a ser miembro de la banda, después de que Ronnie Van Zant notara su talento y lo invitara a unirse.
Cuando Allen le mostró la canción a Ronnie Van Zant, este se burló de él, diciéndole que tenía demasiadas palabras. Más tarde, Van Zant tuvo una idea para una melodía y le dijo a Allen que tocara la canción de nuevo y así nació «Free Bird».

## Estructura de la canción
Desde que la canción fue escrita a principios de 1970, «Free Bird» ha sufrido muchos cambios en su estructura y ritmo.
Como fue originalmente escrita y grabada para el Shade Tree Record demos, Billy Powell todavía no se había sumado a la banda, por lo que la canción se inició con double-tracked, arpegiando el ritmo de juego y la progresión del verso u después de que la guitarra principal entra.
La canción sigue el mismo formato que la versión de estudio de 1973 en su registro. La sección en solitario en este punto era sólo en sus inicios, por lo que no se había definido la estructura de 4x4x4 en solitario de las guitarras y el ritmo. La sección de salida es prácticamente la misma que la versión tocada tres años más tarde.
Otra grabación de ese mismo año, en los registros Quinvy, sigue el mismo ritmo, sin embargo, la canción se desvanece cuando Van Zant llega al final diciendo «Señor, ayúdame, no puedo cambiar» (Lord, help me, I can't change).
La versión grabada en los estudios Muscle Shoals  en Muscle Shoals, Alabama, también tiene la misma estructura que la versión en Shade Tree. Sin embargo, Billy Powell, que de manera informal se había unido al grupo en ese momento, estuvo a cargo de la apertura con piano de la canción, muy similar a la del final de su pronunciada versión.
La siguiente versión que fue sacada comercialmente es la versión más familiar para los oyentes. Esta versión, del álbum (Pronounced 'Lĕh-'nérd 'Skin-'nérd), está muy cerca de la forma en que la banda la llevaría a cabo en directo. La apertura es ligeramente diferente de cualquier otra versión de la canción en la que el órgano se añadió es la única vez que aparece en la canción. La introducción con el piano de Powell se desvanece poco a poco cuando la canción va empezando. En ese momento, Collins había perfeccionado la sección en solitario, y esto puede ser escuchado en la versión «Outtake» actual sobre la compilación de «Skynyrd's Innyrds», el solo sigue un ritmo muy simple con pauta de 4x4x4, lo que significa que en lugar de tocar el acorde tres tiempos se toca cuatro veces antes de pasar al siguiente ritmo. Como Ronnie Van Zant dijo varias veces, «Si se puede tocar a cuatro tiempos, se puede desempeñar Freebird», observando el patrón. El tradicional final de la canción está también en buen lugar y, aunque el final de la versión en vivo y la de estudio son ligeramente diferentes, con el ritmo de los deslizamiento de guitarras gradualmente hasta los más altos acordes en G, en lugar de los cambios repentinos que sería más difícil tocarlos. El último acorde que es G en el que termina la canción se deja sonando, ya que se desvanece poco a poco, algo que no está presente en cualquier otra versión de la canción.
Durante el período comprendido entre 1973 y 1976, a «Free Bird» se le fueron agregando gradualmente más partes. El solo de piano de repente se duplicó en longitud después de su aparición en la Winterland Ballroom en marzo de 1976. A partir de ese momento, no se introducirían más cambios a la versión final de la canción hasta marzo del 2006.
Asimismo, el guitarrista Collins añadió cada vez más elementos al solo final de la canción, finalmente agregando un segundo build-up, antes de preparar la canción para el final. Muchas grabaciones de la banda en 1974 muestran esta faceta de la canción empezando a surgir. Van Zant añadió también el «¿Y tú?» (How 'bout you?) después del final, «Y yo soy tan libre como un pájaro ahora» (And I'm as free as a bird now). Esto se hace todavía hoy por su hermano Johnny.
Tras el accidente de aviación en 1977 de la banda, todas las canciones que tocan los miembros sobrevivientes se realizaban como instrumentales con la participación de Charlie Daniels Volunteer Jam V en 1979. Esta tradición duró hasta 1989, cuando una casi revuelta con la audiencia hizo que Gary Rossington instara a Johnny Van Zant a cantar la canción por primera vez —algo que él había prometido no hacer en el escenario durante la gira de homenaje—.
La versión actual de Lynyrd Skynyrd tiene un solo acortado similar a la versión original de estudio.
Un cambio temporal de la canción se hizo en el 2006 durante la ceremonia de inducción en el Rock and Roll Hall of Fame. El guitarrista Ed King hizo una armoniosa parte con slide de guitarra detrás del segundo solo de Gary Rossington. Rossignton también hizo su parte en la sección del solo con un slide durante la mayor parte de este. Rossington puso dos cuerdas G en su guitarra al tocar «Freebird» en lugar de una, por lo tanto se cambiaron las cuerda de (tono bajo a tono alto) E-A-D-G-G-E (en los primeros días el utilizó una cuerda B en tono bajo en G). En la actualidad usa dos cuerdas en G en lugar de una G y una en lugar de la cuerda B.

## Recepción
«Free Bird» está incluido en la lista del Rock and Roll Hall of Fame, y la Lista de Rolling Stone de las 500 mejores canciones de todos los tiempos (en el puesto 191). La canción que es mitad de balada y la otra mitad del tiempo es un solo de guitarra se convirtió rápidamente en un elemento básico de Lynyrd Skynyrd en sus actuaciones en directo. Muchos reconocen que son casi cinco minutos de triple solo de guitarra que cierra la canción. A menudo se convertía en una larga sesión en los conciertos. La banda consideraba tocarla siempre como la última en sus conciertos, ya que era su mayor placer.

## Intérpretes
Versión de estudio, 1973
- Ronnie Van Zant - voz.
- Allen Collins - primera guitarra rítmica y guitarra acústica.
- Gary Rossington - segunda guitarra rítmica.
- Ed King - bajo.
- Billy Powell - piano
- Bob Burns - batería.
- Al Kooper - órgano y melotrón.

## Apariciones en otros medios
La canción apareció en películas como Forrest Gump, Elizabethtown , Kingsman: The Secret Service y Los Renegados del Diablo. También ha aparecido en videojuegos como en Grand Theft Auto; San Andreas dentro de la emisora K-DST, en Guitar Hero II en forma de cover hecho por los estudios WaveGroup Sound y en Rock Band 3 donde no solo se presenta la canción en su versión original sino dadas las prestaciones del juego además se puede tocar la guitarra, bajo, batería, teclado o canto.